# 経営哲学
経営哲学（けいえいてつがく）とは経営学用語の一つ。企業が経営される場合において経営者自らが示している、それをどのような目的でどのような形式で行っていくかという独自の概念である。また経営とはどのようなものであるかという著名人によって示されている独自の概念のことも経営哲学ということがある。大学の経営学部では経営哲学が教育研究されていることもあり、経営哲学という名称の科目が設置されているところも存在する。